# 7 женщин
«7 женщин» (англ. 7 Women) — кинофильм режиссёра Джона Форда, вышедший на экраны в 1966 году. Последняя работа мастера. Экранизация рассказа Норы Лофтс «Китайский финал».

## Сюжет
Действие происходит в 1935 году на севере Китая. Группа женщин работает в американской религиозной миссии, управляемой властной Агатой Эндрюс. Все они (и особенно беременная миссис Петер) ждут прибытия нового доктора Картрайта, который, однако, оказывается острой на язык и не слишком религиозной женщиной. Появление доктора сразу же ставит под вопрос порядки, заведённые в миссии мисс Эндрюс; между женщинами нарастает напряжение. Тем временем всё ближе и ближе к миссии подходят отряды мародёров во главе с жестоким Тунга-ханом…

## В ролях
- Энн Бэнкрофт — доктор Картрайт
- Маргарет Лейтон — Агата Эндрюс, глава миссии
- Сью Лайон — Эмма Кларк, сотрудница миссии
- Флора Робсон — мисс Биннс, глава британской миссии
- Милдред Даннок — Джейн Арджент, помощница Эндрюс
- Бетти Филд — Флорри Петер, беременная жена Чарльза
- Анна Ли — миссис Расселл
- Эдди Альберт — Чарльз Петер, учитель
- Майк Мазурки — Тунга-хан, главарь бандитов
- Вуди Строуд — бандит